# ふたりで話そう 幹事長・書記長
『ふたりで話そう 幹事長・書記長』（ふたりではなそう かんじちょう・しょきちょう）は、1966年4月11日から同年7月4日までNET（現・テレビ朝日）系列局で放送されていたNETテレビ製作の討論番組である。全12回。放送時間は毎週月曜 19:30 - 20:00 （日本標準時）。

## 概要
当時自由民主党の幹事長だった田中角栄と日本社会党の書記長だった成田知巳が顔を合わせて討論していた番組。他に木島則夫（当時フリーアナウンサー）、河内桃子（女優）、柳家金語楼（喜劇俳優）などがゲストで参加していた。